# Culiseta glaphyroptera
Lyrtecknad vårmygga, Culiseta glaphyroptera, är en stickmygga som först beskrevs av Ignaz Rudolph Schiner 1864.  Culiseta glaphyroptera ingår i släktet Culiseta och familjen stickmyggor. Arten påträffades i Sverige  för första gången i en källare i Bohuslän i november 2017.  Inga underarter finns listade i Catalogue of Life.